# Karangbong (Pajarakan)
Karangbong is een bestuurslaag in het regentschap Probolinggo van de provincie Oost-Java, Indonesië. Karangbong telt 4930 inwoners (volkstelling 2010).